# Sleepwalker (킹크스의 음반)
| 전문가 평가              | 전문가 평가 |
| 평가 점수                | 평가 점수   |
| 출처                     | 점수        |
| ------------------------ | ----------- |
| AllMusic                 | [ 1 ]       |
| Blender                  | [ 2 ]       |
| Christgau's Record Guide | B−          |

《Sleepwalker》는 1977년 2월에 발매된 영국의 록 밴드 킹크스의 열여섯 번째 스튜디오 음반이다. 이 음반은 수년간의 콘셉트 음반 작업 이후, 보다 직설적이고 자족적인 록 사운드로의 복귀를 의미한다. 비평가들이 흔히 "아레나 록" 시기라고 부르는 킹크스의 새로운 국면의 첫 음반으로, 보다 상업적이고 주류적인 제작 기법이 도입되었다. 《Sleepwalker》는 또한 베이시스트 존 돌턴이 참여한 마지막 음반이기도 하다. 돌턴은 녹음 도중 밴드를 떠났으며, 수록곡 〈Mr. Big Man〉을 제외한 모든 곡에서 베이스를 연주하였다. 음반 발매 이후인 1977년, 브라스 섹션과 백업 싱어들이 제외되면서 킹크스는 표준적인 록 밴드 형태로 회귀하였고, 이에 따라 밴드의 라인업 역시 대폭 축소되었다.

## 배경
1970년 〈Lola〉와 〈Apeman〉이라는 히트 싱글로 성공을 거두었음에도 불구하고, 킹크스는 1970년대 전반에 걸쳐 점점 상업적인 성공에서 멀어지게 되었다. 이는 주로 밴드 리더 레이 데이비스가 콘셉트 음반과 극적인 사운드로 방향을 전환한 데 따른 결과로 여겨진다. 보다 록 지향적인 1975년 음반 《Schoolboys in Disgrace》 발매 이후, 킹크스는 RCA 레코드를 떠나 클라이브 데이비스가 이끄는 아리스타 레코드와 계약하며 덜 연극적인 스타일로의 전환을 예고하였다.
킹크스가 아리스타와 계약한 이후, 새로운 음반 작업에 대한 계획이 수면 위로 떠오르기 시작했다. 본격적인 녹음을 앞두고, 밴드가 운영하는 콩크 스튜디오는 새 24트랙 레코더로 장비가 교체되었다. 데이비스는 1976년 《멜로디 메이커》와의 인터뷰에서 새 킹크스 음반의 녹음에 대해 "네, 기대하고 있습니다. 지금 상황이 매우 잘 맞아떨어졌습니다. 스튜디오도 훌륭하고, 매우 자랑스럽게 생각합니다."라고 밝혔다.

## 곡 목록
모든 곡들은 레이 데이비스에 의해 작사/작곡하였다.
| #  | 제목                 | 재생 시간 |
| -- | -------------------- | --------- |
| 1. | 〈Life on the Road〉 | 5:02      |
| 2. | 〈Mr. Big Man〉      | 3:49      |
| 3. | 〈Sleepwalker〉      | 4:04      |
| 4. | 〈Brother〉          | 5:28      |

| #  | 제목                | 재생 시간 |
| -- | ------------------- | --------- |
| 1. | 〈Juke Box Music〉  | 5:32      |
| 2. | 〈Sleepless Night〉 | 3:18      |
| 3. | 〈Stormy Sky〉      | 3:58      |
| 4. | 〈Full Moon〉       | 3:52      |
| 5. | 〈Life Goes On〉    | 5:03      |